# Bevordering 1926-27 (voetbal België)
Het seizoen 1926/27 was de eerste editie van de Belgische Bevordering na de competitiehervorming van 1926. De competitie vond plaats tussen  5 september 1926 en 8 mei 1927. 
Tot voor de competitiehervorming van 1926 waren er slechts 2 nationale niveaus in het Belgische voetbal, namelijk de Ere Afdeeling (de huidige Eerste klasse) en Bevordering (de huidige tweede klasse). Daaronder werd voetbal op regionaal niveau gespeeld. 
Bij de hervorming van 1926 werd een derde nationaal niveau gecreëerd, dat Bevordering werd genoemd. Het tweede nationaal niveau, dat tot 1926 Bevordering werd genoemd, werd vanaf dan Eerste Afdeeling genoemd. 
Bevordering bestond uit 42 ploegen die in 3 reeksen van 14 werden ondergebracht. De 14 degradanten uit Bevordering 1925-26 werden aangevuld met de 28 hoogst geëindigde ploegen uit de regionale afdelingen 1925-26.  De drie kampioenen uit de A-, B- en C-reeks promoveerden naar de Eerste Afdeling.  De drie laatsten van elke reeks degradeerden naar de regionale reeksen.  Courtrai Sports, CS Tongrois en Fléron FC werden de eerste kampioenen in het seizoen 1926-27.
Onderling speelden ze voor de kampioen van derde en Courtrai Sport werd hier de winnaar in.
Omdat Union Hutoise FC zen laatste wedstrijd won tegen Léopold CB was er nog een testmatch tegen elkaar een week later die op het terrein van RC Tirlemont werd gespeeld.Léopold CB won deze wedstrijd met 2-3 na verlengingen.
Het derde niveau toverde ook meteen een Internationaal in de naam van Henri Bierna die begin januari 1927 debuteerde bij de Nationale ploeg.
In 1926 werden ook de stamnummers ingevoerd in het Belgisch voetbal. Dit stamnummer werd vanaf 1926 de enige referentie om de exacte identiteit van een club aan te duiden. Administratieve aangelegenheden, zoals eindklassementen, spelersaansluitingen, naamswijzigingen en fusies, maar ook het palmares van een club, zijn vanaf 1926 onlosmakelijk gekoppeld aan het stamnummer. Bij de deelnemende ploegen wordt telkens het stamnummer weergegeven.

## Gedegradeerde teams
Deze teams waren gedegradeerd uit de Bevorderingsreeksen voor de start van het seizoen:
- Stade Louvaniste (8e reeks A)
- Courtrai Sport (9e reeks A)
- AS Renaisienne (10e reeks A)
- FC Sérésien (11e reeks A)
- RC Vottem (12e reeks A)
- Excelsior SC de Bruxelles (voorlaatste reeks A)
- US Tournaisienne (laatste reeks A)
- CS Tongrois (8e reeks B)
- AS Ostendaise (9e reeks B)
- R. Léopold Club (10e reeks B)
- SR Dolhain FC (11e reeks B)
- AEC Mons (12e reeks B)
- VG Oostende (voorlaatste reeks B)
- Vilvorde FC (laatste reeks B)

## Gepromoveerde teams
De 28 overige ploegen speelden het jaar ervoor in de regionale Afdelingen.  De meesten van hen hadden vroeger reeds in de nationale reeksen gespeeld.

## Deelnemende teams
Deze ploegen speelden in het seizoen 1926-1927 in Bevordering. Bij elke ploeg wordt het stamnummer aangegeven. De nummers komen overeen met de plaats in de eindrangschikking:

### Reeks A
| Stam- nummer | Club                      | Plaats       | #  |
| ------------ | ------------------------- | ------------ | -- |
| 19           | Courtrai Sport            | Kortrijk     | 1  |
| 285          | Hoboken SK                | Hoboken      | 2  |
| 221          | Sint-Niklaassche SK       | Sint-Niklaas | 3  |
| 38           | AS Renaisienne            | Ronse        | 4  |
| 53           | AS Ostendaise             | Oostende     | 5  |
| 46           | FC Renaisien              | Ronse        | 6  |
| 48           | SV Blankenberghe          | Blankenberge | 7  |
| 36           | RC Tournaisien            | Doornik      | 8  |
| 57           | AA Termondoise            | Dendermonde  | 9  |
| 31           | VG Oostende               | Oostende     | 10 |
| 134          | SK Roeselare              | Roeselare    | 11 |
| 155          | FC Wilrijck               | Wilrijk      | 12 |
| 146          | Daring Club Blankenberghe | Blankenberge | 13 |
| 26           | US Tournaisienne          | Doornik      | 14 |

| 1 2 3 4 5 6 7 8 9 10 11 12 13 14 Geografische verspreiding clubs |

### Reeks B
| Stam- nummer | Club                 | Plaats     | #  |
| ------------ | -------------------- | ---------- | -- |
| 73           | CS Tongrois          | Tongeren   | 1  |
| 23           | RFC Bressoux         | Luik       | 2  |
| 49           | Vilvorde FC          | Vilvoorde  | 3  |
| 37           | Excelsior FC Hasselt | Hasselt    | 4  |
| 39           | FC Humbeek           | Humbeek    | 5  |
| 64           | Tubantia FAC         | Borgerhout | 6  |
| 43           | Cappellen FC         | Kapellen   | 7  |
| 132          | RC Tirlemont         | Tienen     | 8  |
| 18           | Stade Louvaniste     | Leuven     | 9  |
| 9            | SR Dolhain FC        | Limburg    | 10 |
| 206          | Victoria FC Louvain  | Leuven     | 11 |
| 279          | RC Vottem            | Herstal    | 12 |
| 190          | Stade Waremmien FC   | Borgworm   | 13 |
| 60           | Spa FC               | Spa        | 14 |

| 1 2 3 4 5 6 7 8 9 10 11 12 13 14 Geografische verspreiding clubs |

### Reeks C
| Stam- nummer | Club                      | Plaats        | #  |
| ------------ | ------------------------- | ------------- | -- |
| 33           | Fléron FC                 | Fléron        | 1  |
| 22           | Charleroi SC              | Charleroi     | 2  |
| 44           | AEC Mons                  | Bergen        | 3  |
| 77           | Racing FC Montegnée       | Saint-Nicolas | 4  |
| 451          | CS de Schaerbeek          | Schaarbeek    | 5  |
| 40           | US de Liège               | Luik          | 6  |
| 246          | Olympic Club de Charleroi | Charleroi     | 7  |
| 42           | Ixelles SC                | Elsene        | 8  |
| 17           | FC Sérésien               | Seraing       | 9  |
| 143          | Jeunesse Arlonaise        | Aarlen        | 10 |
| 5            | R. Léopold Club           | Ukkel         | 11 |
| 76           | Union Hutoise FC          | Hoei          | 12 |
| 127          | Entente Tamines           | Sambreville   | 13 |
| 20           | Excelsior SC de Bruxelles | Brussel       | 14 |

| 1 2 3 4 5 6 7 8 9 10 11 12 13 14 Geografische verspreiding clubs |

## Eindstanden

### Bevordering A
|   |    |                           | P  | W  | G | V  | +  | -  | DS  | Ptn |
| - | -- | ------------------------- | -- | -- | - | -- | -- | -- | --- | --- |
| K | 1  | Courtrai Sport            | 26 | 18 | 5 | 3  | 55 | 23 | 32  | 41  |
|   | 2  | SK Hoboken                | 26 | 17 | 2 | 7  | 72 | 42 | 30  | 36  |
|   | 3  | Sint-Niklaassche SK       | 26 | 15 | 5 | 6  | 67 | 38 | 29  | 35  |
|   | 4  | AS Renaisienne            | 26 | 12 | 5 | 9  | 42 | 43 | -1  | 29  |
|   | 5  | AS Oostende               | 26 | 10 | 8 | 8  | 50 | 41 | 9   | 28  |
|   | 6  | FC Renaisien              | 26 | 9  | 9 | 8  | 51 | 45 | 6   | 27  |
|   | 7  | SV Blankenberghe          | 26 | 10 | 6 | 10 | 66 | 63 | 3   | 26  |
|   | 8  | RC Tournaisien            | 26 | 10 | 6 | 10 | 44 | 51 | -7  | 26  |
|   | 9  | AA Termondoise            | 26 | 9  | 6 | 11 | 30 | 43 | -13 | 24  |
|   | 10 | VG Oostende               | 26 | 7  | 7 | 12 | 43 | 50 | -7  | 21  |
|   | 11 | SK Roeselare              | 26 | 8  | 5 | 13 | 47 | 57 | -10 | 21  |
| D | 12 | FC Wilryck                | 26 | 8  | 4 | 14 | 46 | 61 | -15 | 20  |
| D | 13 | Daring Club Blankenberghe | 26 | 7  | 2 | 17 | 52 | 69 | -17 | 16  |
| D | 14 | Union Sport Tournai       | 26 | 7  | 0 | 19 | 39 | 79 | -40 | 14  |

P: wedstrijden gespeeld, W: wedstrijden gewonnen, G: gelijke spelen, V: wedstrijden verloren, +: gescoorde doelpunten, -: doelpunten tegen, DS: doelsaldo, Ptn: totaal punten
 K: kampioen en promotie, D: degradatie

### Bevordering B
|   |    |                      | P  | W  | G  | V  | +  | -   | DS  | Ptn |
| - | -- | -------------------- | -- | -- | -- | -- | -- | --- | --- | --- |
| K | 1  | CS Tongrois          | 26 | 17 | 3  | 6  | 79 | 41  | 38  | 37  |
|   | 2  | RFC Bressoux         | 26 | 17 | 2  | 7  | 92 | 56  | 36  | 36  |
|   | 3  | Excelsior FC Hasselt | 26 | 14 | 7  | 5  | 65 | 43  | 22  | 35  |
|   | 4  | Vilvorde FC          | 26 | 16 | 3  | 7  | 89 | 50  | 39  | 35  |
|   | 5  | FC Humbeek           | 26 | 12 | 7  | 7  | 77 | 66  | 11  | 31  |
|   | 6  | Tubantia FC          | 26 | 12 | 5  | 9  | 72 | 48  | 24  | 29  |
|   | 7  | Cappellen FC         | 26 | 13 | 2  | 11 | 55 | 57  | -2  | 28  |
|   | 8  | RC Tirlemont         | 26 | 11 | 4  | 11 | 61 | 60  | 1   | 26  |
|   | 9  | Stade Louvaniste     | 26 | 6  | 8  | 12 | 57 | 78  | -21 | 20  |
|   | 10 | Dolhain FC           | 26 | 5  | 10 | 11 | 35 | 50  | -15 | 20  |
|   | 11 | Victoria FC          | 26 | 9  | 2  | 15 | 50 | 78  | -28 | 20  |
| D | 12 | Racing Club Vottem   | 26 | 8  | 2  | 16 | 49 | 66  | -17 | 18  |
| D | 13 | Stade Waremmien FC   | 26 | 5  | 8  | 13 | 55 | 82  | -27 | 18  |
| D | 14 | Spa FC               | 26 | 4  | 3  | 19 | 36 | 100 | -64 | 11  |

P: wedstrijden gespeeld, W: wedstrijden gewonnen, G: gelijke spelen, V: wedstrijden verloren, +: gescoorde doelpunten, -: doelpunten tegen, DS: doelsaldo, Ptn: totaal punten
 K: kampioen en promotie, D: degradatie

### Bevordering C
|   |    |                           | P  | W  | G | V  | +  | -   | DS  | Ptn |
| - | -- | ------------------------- | -- | -- | - | -- | -- | --- | --- | --- |
| K | 1  | Fléron FC                 | 26 | 16 | 4 | 6  | 85 | 53  | 32  | 36  |
|   | 2  | Charleroi SC              | 26 | 16 | 3 | 7  | 60 | 27  | 33  | 35  |
|   | 3  | AEC Mons                  | 26 | 16 | 3 | 7  | 78 | 51  | 27  | 35  |
|   | 4  | Racing FC Montegnée       | 26 | 14 | 5 | 7  | 97 | 55  | 42  | 33  |
|   | 5  | CS Schaerbeek             | 26 | 12 | 8 | 6  | 72 | 45  | 27  | 32  |
|   | 6  | US de Liège               | 26 | 11 | 4 | 11 | 60 | 61  | -1  | 26  |
|   | 7  | Olympic Club de Charleroi | 26 | 12 | 2 | 12 | 58 | 62  | -4  | 26  |
|   | 8  | Ixelles SC                | 26 | 9  | 7 | 10 | 51 | 61  | -10 | 25  |
|   | 9  | FC Sérésien               | 26 | 10 | 4 | 12 | 64 | 65  | -1  | 24  |
|   | 10 | Jeunesse Arlonaise        | 26 | 10 | 3 | 13 | 67 | 64  | 3   | 23  |
|   | 11 | Léopold Club              | 26 | 7  | 7 | 12 | 49 | 59  | -10 | 21  |
| D | 12 | Union Hutoise             | 26 | 9  | 3 | 14 | 51 | 84  | -33 | 21  |
| D | 13 | Entente Tamines           | 26 | 9  | 0 | 17 | 53 | 89  | -36 | 18  |
| D | 14 | Excelsior SC              | 26 | 4  | 1 | 21 | 37 | 106 | -69 | 9   |

P: wedstrijden gespeeld, W: wedstrijden gewonnen, G: gelijke spelen, V: wedstrijden verloren, +: gescoorde doelpunten, -: doelpunten tegen, DS: doelsaldo, Ptn: totaal punten
 K: kampioen en promotie, D: degradatie

## Promoverende teams
De drie reekswinnaars promoveerden naar Eerste Afdeling 1927-28 op het eind van het seizoen:
- Courtrai Sport (kampioen reeks A) promoveerde na 1 seizoen terug naar 2e nationale.
- CS Tongrois (kampioen reeks B) promoveerde na 1 seizoen terug naar 2e nationale.
- Fléron FC (kampioen reeks C) promoveerde na 3 seizoenen terug naar 2e nationale.

## Topschutters
- Reeks A: Frans Van Cleemput SK Hoboken 24 doelpunten.
- Reeks B: Hendrik De Bulpaep Vilvorde FC 28 doelpunten.
- Reeks C: Emile Sondag Jeunessche Arlonaise 32 doelpunten.
- (Bron LVS / Sportleven en aanvullende Nederlandstalige & Franstalige Kranten 26 kranten in totaal (werk van Peter Mariën BelgiumSoccerHistory)

## Degraderende teams
De drie laatste ploegen van elke reeks degradeerden naar de regionale afdelingen op het eind van het seizoen.
In reeks C eindigden R. Léopold Club en Union Hutoise FC beiden met 21 punten, zodat een testwedstrijd uitsluitsel moest brengen.15/05/1927 Union FC Hutoise – Léopold CB 2-3 nv. (te RC Tirlemont) 35'+86' Bertrand (1-0,2-2 p) 2, 48' Delcoigne (1-1), 83'+99' Devos (1-2,2-3) 2  
- Volgende ploegen degradeerden:
- FC Wilrijck (12e reeks A)
- Daring Club Blankenberghe (voorlaatste reeks A)
- US Tournaisienne (laatste reeks A)
- RC Vottem (12e reeks B)
- Stade Waremmien FC (voorlaatste reeks B)
- Spa FC (laatste reeks B)
- Union Hutoise FC (12e reeks C)
- Entente Tamines (voorlaatste reeks C)
- Excelsior SC de Bruxelles (laatste reeks C)

## Opmerking
- De drie klassementen kwamen integraal van La Vie Sportive / Sportleven en waren alle drie fout met gemaakte en tegen doelpunten.

## Voetnoten
1. ↑  In 1947 werd het stamnummer van CS Tongrois veranderd van 73 in 54